# Robiquetia
Genre
Robiquetia est un genre de plantes de la famille des Orchidaceae.

## Liste d'espèces
Selon BioLib (13 octobre 2021) :
- Robiquetia adelineana P.O'Byrne

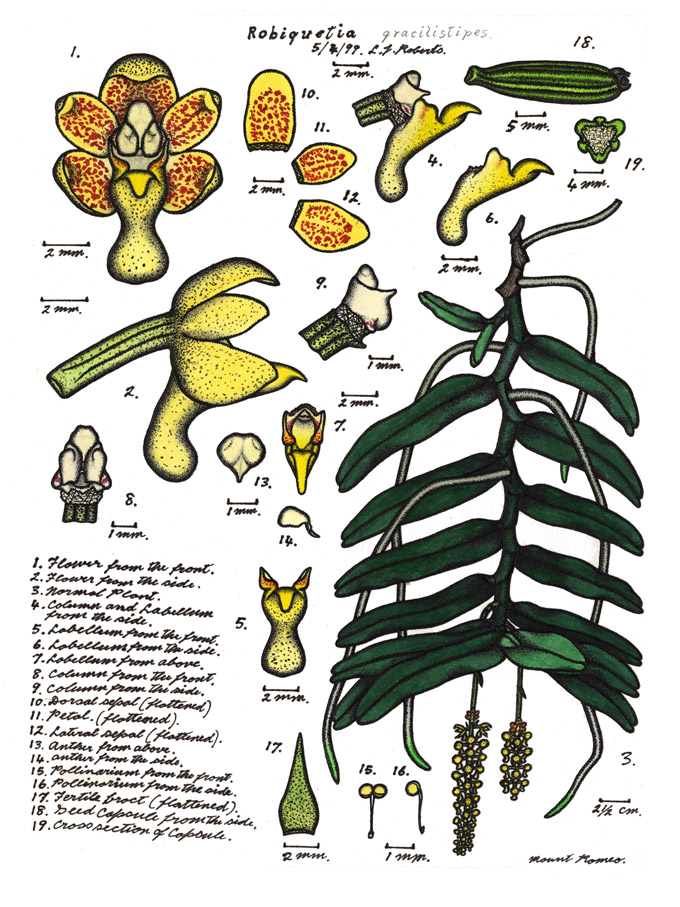
Robiquetia gracilistipes, planche descriptive de Lewis Roberts, "Orchids of far north-eastern Queensland" (1995-2003)

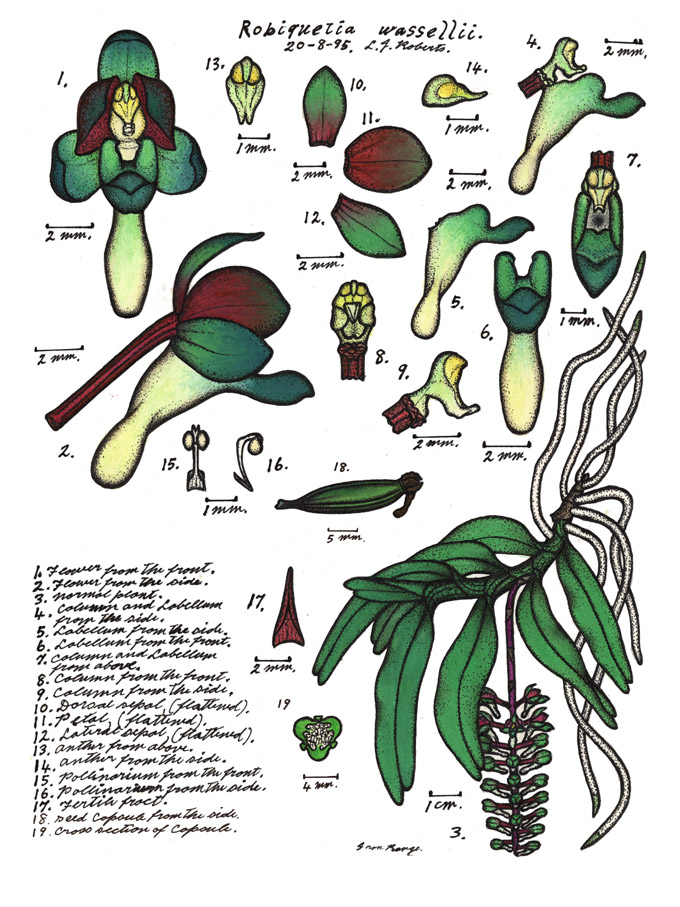
Robiquetia wassellii, planche descriptive de Lewis Roberts, "Orchids of far north-eastern Queensland" (1995-2003)

- Robiquetia amboinensis (J.J.Sm.) J.J.Sm.
- Robiquetia anceps J.J.Sm.
- Robiquetia angustifolia Schltr.
- Robiquetia ascendens Gaudich.
- Robiquetia bertholdii (Rchb.f.) Schltr.
- Robiquetia brassii Ormerod
- Robiquetia brevifolia (Lindl.) Garay
- Robiquetia camptocentrum (Schltr.) J.J.Sm.
- Robiquetia cerina (Rchb.f.) Garay
- Robiquetia compressa (Lindl.) Schltr.
- Robiquetia crassa (Ridl.) Schltr.
- Robiquetia crockerensis J.J.Wood & A.L.Lamb
- Robiquetia dentifera J.J.Sm.
- Robiquetia discolor (Rchb.f.) Seidenf. & Garay
- Robiquetia enigma Ferreras & W.Suarez
- Robiquetia flexa (Rchb.f.) Garay
- Robiquetia gracilis (Lindl.) Garay
- Robiquetia gracilistipes (Schltr.) J.J.Sm.
- Robiquetia hamata Schltr.
- Robiquetia hansenii J.J.Sm.
- Robiquetia josephiana Manilal & C.S.Kumar
- Robiquetia kusaiensis Fukuy.
- Robiquetia longipedunculata Schltr.
- Robiquetia lutea (Volk) Schltr.
- Robiquetia millariae Ormerod
- Robiquetia minahassae (Schltr.) J.J.Sm.
- Robiquetia mooreana (Rolfe) J.J.Sm.
- Robiquetia pachyphylla (Rchb.f.) Garay
- Robiquetia palawensis Tuyama
- Robiquetia pantherina (Kraenzl.) Ames
- Robiquetia pinosukensis J.J.Wood & A.L.Lamb
- Robiquetia rosea (Lindl.) Garay
- Robiquetia spathulata (Blume) J.J.Sm.
- Robiquetia succisa (Lindl.) Seidenf. & Garay
- Robiquetia tomaniensis J.J.Wood & A.L.Lamb
- Robiquetia tongaensis P.J.Cribb & Ormerod
- Robiquetia transversisaccata (Ames & C.Schweinf.) J.J.Wood
- Robiquetia trukensis Tuyama
- Robiquetia vanoverberghii Ames
- Robiquetia vaupelii (Schltr.) Ormerod & J.J.Wood
- Robiquetia virescens Ormerod & S.S.Fernando
- Robiquetia viridirosea J.J.Sm.
- Robiquetia wassellii Dockrill
- Robiquetia woodfordii (Rolfe) Garay

Selon World Checklist of Selected Plant Families (WCSP) (13 octobre 2021) :
- Robiquetia aberrans (Schltr.) Kocyan & Schuit. (2014)
- Robiquetia adelineana P.O'Byrne (2007)
- Robiquetia amboinensis (J.J.Sm.) J.J.Sm. (1912)
- Robiquetia amesiana Kocyan & Schuit. (2014)
- Robiquetia anceps J.J.Sm., Bull. Jard. Bot. Buitenzorg, sér. 3 (1927)
- Robiquetia andamanica (N.P.Balakr. & N.Bhargava) Kocyan & Schuit. (2014)
- Robiquetia angustifolia Schltr. (1925)
- Robiquetia arsoniana P.O'Byrne & Gokusing (2017)
- Robiquetia arunachalensis (A.N.Rao) Kocyan & Schuit. (2014)
- Robiquetia ascendens Gaudich. (1829)
- Robiquetia bambusara (King & Pantl.) R.Rice (2018)
- Robiquetia batakensis (Schltr.) Kocyan & Schuit. (2014)
- Robiquetia bertholdii (Rchb.f.) Schltr. (1913)
- Robiquetia bicruris J.J.Sm., Bull. Jard. Bot. Buitenzorg, sér. 3 (1928)
- Robiquetia bifida (Lindl.) Kocyan & Schuit. (2014)
- Robiquetia brassii Ormerod (2005)
- Robiquetia brevifolia (Lindl.) Garay (1972)
- Robiquetia brevisaccata (J.J.Sm.) Kocyan & Schuit. (2014)
- Robiquetia callosa (Carr) R.Rice (2018)
- Robiquetia camptocentrum (Schltr.) J.J.Sm. (1912)
- Robiquetia cerina (Rchb.f.) Garay (1972)
- Robiquetia cladophylax (Schltr.) Kocyan & Schuit. (2014)
- Robiquetia compressa (Lindl.) Schltr. (1913)
- Robiquetia crassa (Ridl.) Schltr. (1913)
- Robiquetia crockerensis J.J.Wood & A.L.Lamb (1993)
- Robiquetia culicifera (Ridl.) Kocyan & Schuit. (2014)
- Robiquetia dentifera J.J.Sm., Bull. Jard. Bot. Buitenzorg, sér. 3 (1928)
- Robiquetia discolor (Rchb.f.) Seidenf. & Garay (1972)
- Robiquetia dutertei Cootes, Naive & M.Leon (2016)
- Robiquetia eburnea (W.Suarez & Cootes) Kocyan & Schuit. (2014)
- Robiquetia enigma Ferreras & W.Suarez (2009)
- Robiquetia flammea (R.Boos, Cootes & W.Suarez) Kocyan & Schuit. (2014)
- Robiquetia flexa (Rchb.f.) Garay (1972)
- Robiquetia forbesii (Ridl.) Kocyan & Schuit. (2014)
- Robiquetia gautierensis (J.J.Sm.) Kocyan & Schuit. (2014)
- Robiquetia glomerata (Rolfe) Kocyan & Schuit. (2014)
- Robiquetia gracilis (Lindl.) Garay (1972)
- Robiquetia gracilistipes (Schltr.) J.J.Sm. (1912)
- Robiquetia hamata Schltr. (1913)
- Robiquetia hansenii J.J.Sm., Bull. Jard. Bot. Buitenzorg, sér. 3 (1920)
- Robiquetia honhoffii (Schuit. & A.Vogel) Kocyan & Schuit. (2014)
- Robiquetia ilocosnortensis Calaramo, Cootes & K.Gaspar (2018)
- Robiquetia inflata (Metusala & P.O'Byrne) Kocyan & Schuit. (2014)
- Robiquetia insectifera (J.J.Sm.) Kocyan & Schuit. (2014)
- Robiquetia intricata (Cabactulan, Cootes, M.Leon & R.B.Pimentel) R.Rice (2019)
- Robiquetia josephiana Manilal & C.S.Kumar (1984)
- Robiquetia juliae (P.O'Byrne) Kocyan & Schuit. (2014)
- Robiquetia kawakamii (J.J.Sm.) Kocyan & Schuit. (2014)
- Robiquetia kusaiensis Fukuy. (1939)
- Robiquetia ligulata (J.J.Sm.) Kocyan & Schuit. (2014)
- Robiquetia longipedunculata Schltr. (1925)
- Robiquetia luongii (Aver. & V.C.Nguyen) Kumar & S.W.Gale (2020)
- Robiquetia lutea (Volk) Schltr. (1914)
- Robiquetia lyonii (Ames) Kocyan & Schuit. (2014)
- Robiquetia micramphora Cabactulan, Cootes, R.B.Pimentel & M.Leon (2018)
- Robiquetia millariae Ormerod (2009)
- Robiquetia minahassae (Schltr.) J.J.Sm. (1912)
- Robiquetia minimiflora (Hook.f.) Kocyan & Schuit. (2014)
- Robiquetia odobenus P.O'Byrne & Gokusing (2017)
- Robiquetia orlovii Aver. (2018)
- Robiquetia ormerodii Naive, J.A.G.Dalisay & Alejandro (2019)
- Robiquetia pachyphylla (Rchb.f.) Garay (1972)
- Robiquetia palawensis Tuyama (1939)
- Robiquetia palustris (J.J.Sm.) Kocyan & Schuit. (2014)
- Robiquetia pantherina (Kraenzl.) Ames (1923)
- Robiquetia penangiana (Hook.f.) Kocyan & Schuit. (2014)
- Robiquetia pinosukensis J.J.Wood & A.L.Lamb (1993)
- Robiquetia punctata (J.J.Wood & A.L.Lamb) Kocyan & Schuit. (2014)
- Robiquetia reflexa (R.Boos & Cootes) Kocyan & Schuit. (2014)
- Robiquetia rosea (Lindl.) Garay (1972)
- Robiquetia roycimatui Calaramo, Cootes, Pugal & Davalos (2019)
- Robiquetia sanguinicors (P.O'Byrne & J.J.Verm.) Kocyan & Schuit. (2014)
- Robiquetia schizogenia (Ferreras, Cootes & R.Boos) J.M.H.Shaw, Orchid Rev. 125(1319 (2017)
- Robiquetia serpentina (J.J.Sm.) Kocyan & Schuit. (2014)
- Robiquetia spathulata (Blume) J.J.Sm. (1912)
- Robiquetia sphingoides (J.J.Sm.) Kocyan & Schuit. (2014)
- Robiquetia steffensii (Schltr.) Kocyan & Schuit. (2014)
- Robiquetia succisa (Lindl.) Seidenf. & Garay (1972)
- Robiquetia sulitiana (Ormerod) Kocyan & Schuit. (2014)
- Robiquetia sylvestris (Ridl.) Kocyan & Schuit. (2014)
- Robiquetia tibetica (W.C.Huang & X.H.Jin) P.O'Byrne (2017)
- Robiquetia tomaniensis J.J.Wood & A.L.Lamb (2010)
- Robiquetia tongaensis P.J.Cribb & Ormerod (2005 publ. 2006)
- Robiquetia transversisaccata (Ames & C.Schweinf.) J.J.Wood (1993)
- Robiquetia trukensis Tuyama (1941)
- Robiquetia vanoverberghii Ames (1915)
- Robiquetia vaupelii (Schltr.) Ormerod & J.J.Wood (2002)
- Robiquetia vietnamensis (Guillaumin) Kocyan & Schuit. (2014)
  - sous-espèce Robiquetia vietnamensis subsp. bathra P.O'Byrne (2017)
  - sous-espèce Robiquetia vietnamensis subsp. intermedia P.O'Byrne & Gokusing (2017)
  - sous-espèce Robiquetia vietnamensis subsp. minima P.O'Byrne & Gokusing (2017)
  - sous-espèce Robiquetia vietnamensis subsp. vietnamensis
- Robiquetia virescens Ormerod & S.S.Fernando (2008)
- Robiquetia viridirosea J.J.Sm., Bull. Jard. Bot. Buitenzorg, sér. 3 (1920)
- Robiquetia wariana (Schltr.) Kocyan & Schuit. (2014)
- Robiquetia wassellii Dockrill (1967)
- Robiquetia witteana (Rchb.f.) Kocyan & Schuit. (2014)
- Robiquetia woodfordii (Rolfe) Garay (1972)

Selon Tropicos (13 octobre 2021) (Attention liste brute contenant possiblement des synonymes) :
- Robiquetia adelineana P. O'Byrne
- Robiquetia amboinensis (J.J. Sm.) J.J. Sm.
- Robiquetia anceps J.J. Sm.
- Robiquetia angustifolia Schltr.
- Robiquetia ascendens Gaudich.
- Robiquetia bertholdii (Rchb. f.) Schltr.
- Robiquetia bicruris J.J. Sm.
- Robiquetia brassii Ormerod
- Robiquetia brevifolia (Lindl.) Garay
- Robiquetia camptocentrum (Schltr.) J.J. Sm.
- Robiquetia cerina (Rchb. f.) Garay
- Robiquetia compressa (Lindl.) Schltr.
- Robiquetia constricta (Rchb. f.) Garay
- Robiquetia crassa (Ridl.) Schltr.
- Robiquetia crockerensis J.J. Wood & A.L. Lamb
- Robiquetia dentifera J.J. Sm.
- Robiquetia discolor (Rchb. f.) Seidenf. & Garay
- Robiquetia endertii J.J. Sm.
- Robiquetia flexa (Rchb. f.) Garay
- Robiquetia fuerstenbergiana (Schltr.) Schltr.
- Robiquetia gracilis (Lindl.) Garay
- Robiquetia gracilistipes (Schltr.) J.J. Sm.
- Robiquetia graeffei (Rchb. f.) Garay
- Robiquetia hamata Schltr.
- Robiquetia hansenii J.J. Sm.
- Robiquetia josephiana Manilal & C.S. Kumar
- Robiquetia kotoense (Yamam.) S.S. Ying
- Robiquetia kusaiensis Fukuy.
- Robiquetia longipedunculata Schltr.
- Robiquetia lutea (O.H. Volk) Schltr.
- Robiquetia merrilliana (Ames) Lückel, M. Wolff & J.J. Wood
- Robiquetia merrillii (Ames) Ames
- Robiquetia minahassae (Schltr.) J.J. Sm.
- Robiquetia minus (Rchb. f.) Garay
- Robiquetia mooreana (Rolfe) J.J. Sm.
- Robiquetia pachyphylla (Rchb. f.) Garay
- Robiquetia palawensis Tuyama
- Robiquetia paniculata (Lindl.) J.J. Sm.
- Robiquetia pantherina (Kraenzl.) Ames
- Robiquetia pinosukensis J.J. Wood & A.L. Lamb
- Robiquetia ramosii Ames
- Robiquetia rectifolia Dockr.
- Robiquetia rosea (Lindl.) Garay
- Robiquetia spathulata (Blume) J.J. Sm.
- Robiquetia squamulosa (J.J. Sm.) J.J. Sm.
- Robiquetia succisa (Lindl.) Seidenf. & Garay
- Robiquetia tierneyana (Rupp) Dockr.
- Robiquetia tongaensis P.J. Cribb & Ormerod
- Robiquetia transversisaccata (Ames & C. Schweinf.) J.J. Wood
- Robiquetia trukensis Fukuy.
- Robiquetia vanoverberghii Ames
- Robiquetia vaupelii (Schltr.) Ormerod & J.J. Wood
- Robiquetia virescens (Gardner ex Lindl.) Dassan. & Fosberg
- Robiquetia viridirosea J.J. Sm.
- Robiquetia wassellii Dockr.
- Robiquetia woodfordii (Rolfe) Garay